# Académie centrale d'art dramatique
L'Académie centrale d'art dramatique (chinois traditionnel : 中央戏剧学院 ; pinyin : Zhōngyāng Xìjù Xuéyuàn), abrévié Zhong Xi (chinois traditionnel : 中戏), est une école d'art dramatique située à Pékin en Chine,,,.

## Histoire
L'Académie centrale d'art dramatique, appelée The Central Academy of Drama , est la plus haute institution d'enseignement de l'art dramatique en République populaire de Chine. 
Elle a été officiellement créée le 2 avril 1950.
Son logo est le nom de l’école a été calligraphier par Mao Zedongen personne, Président de la Chine, président du Comité central. 
Ses prédécesseurs étaient le département d'art dramatique de l'Institut d'art Yan'an Lu Xun, l'École de littérature et d'art de l'Université de Chine du Nord et le Collège national d'art dramatique de Nankin (Nanjing). L'école est située au n° 39 Dongmianmian Hutong, district de Dongcheng, Pékin (Beijing). 
Elle possède également un campus dans le district de Dongcheng et Changping. De nombreux artistes de renom sont diplômés de l'école. L'école, l'Académie du cinéma de Pékin et l'Académie du théâtre de Shanghai comptent parmi les trois établissements d'enseignement supérieur les plus connus de Chine continentale pour former des talents dans les domaines du Cinéma, de la Télévision et du Théâtre.

## Introduction
L'Académie centrale d'art dramatique est une université affiliée au gouvernement central et une école d'art relevant directement du Ministre de l'Éducation. C'est la plus haute institution d'enseignement de l'art dramatique en Chine. C'est également une école d'art de renommée mondiale, un centre d'enseignement et de recherche scientifique sur les arts dramatiques, cinématographiques et télévisuels chinois, ainsi qu'un centre asiatique d'enseignement et de recherche sur l'art dramatique (ATEC) constitue actuellement une base importante pour la formation et la pratique des arts dramatiques, cinématographiques et télévisuels.
Le collège a formé près de 10 000 diplômés, dont beaucoup ont remporté le prix Wenhua, le prix "Five One Project", le prix Drama Plum Blossom, le prix Drama Revitalization, le prix TV Golden Eagle, le prix Feitian, le prix Magnolia, et le Film Golden Rooster Award. , Hundred Flowers Award, Huabiao Award, Golden Horse Award et des prix cinématographiques internationaux tels que Golden Bear Award, Golden Lion Award, nomination aux Oscars, etc., et a réalisé des réalisations remarquables.
L'Académie centrale d'art dramatique compte actuellement des départements de littérature dramatique, d'art scénique, de mise en scène, de performance, de cinéma et de télévision et de gestion artistique.
En 1996, le collège a inscrit sa première promotion professionnelle en gestion d'entreprises culturelles et artistiques, affiliée au Département d'art dramatique et de littérature. Cette majeure est le prédécesseur du Département de gestion des arts. Forme principalement des producteurs de théâtre et du personnel de régie. Il y a 15 étudiants dans le premier groupe de cette classe, dont Xu Chen, Guan Bo et d'autres.
Le 21 septembre 2017, le ministère de l'Éducation de la République populaire de Chine a annoncé la première série d'universités de classe mondiale et une liste d'universités de construction et de disciplines de construction de premier ordre, parmi lesquelles les études dramatiques, cinématographiques et télévisuelles de l'Académie centrale. de théâtre ont été sélectionnés avec succès. Le 11 février 2022, le ministère de l'Éducation a annoncé le deuxième tour de la double liste de première classe, et les majors du théâtre, du cinéma et de la télévision de l'Académie centrale d'art dramatique ont été à nouveau sélectionnées.
Ces dernières années, on a dit que « Les opéras chinois produisent des acteurs, Nortel produit des stars et les opéras de Shanghai produisent des célébrités sur Internet ».

## Anciens élèves célèbres

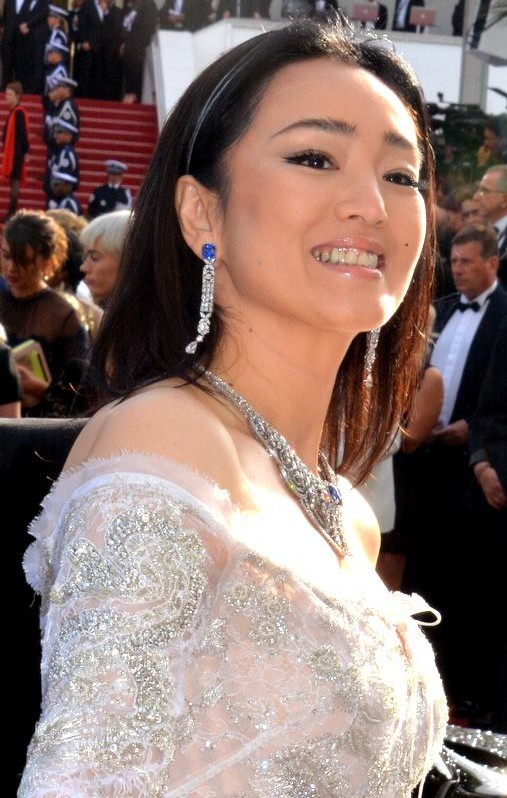
Gong Li

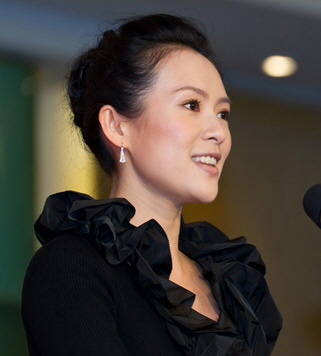
Zhang Ziyi

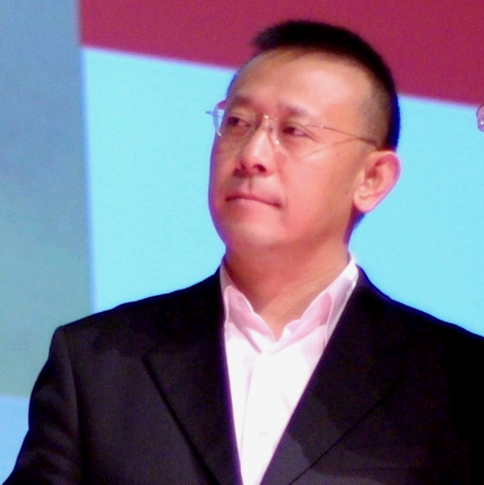
Jiang Wen

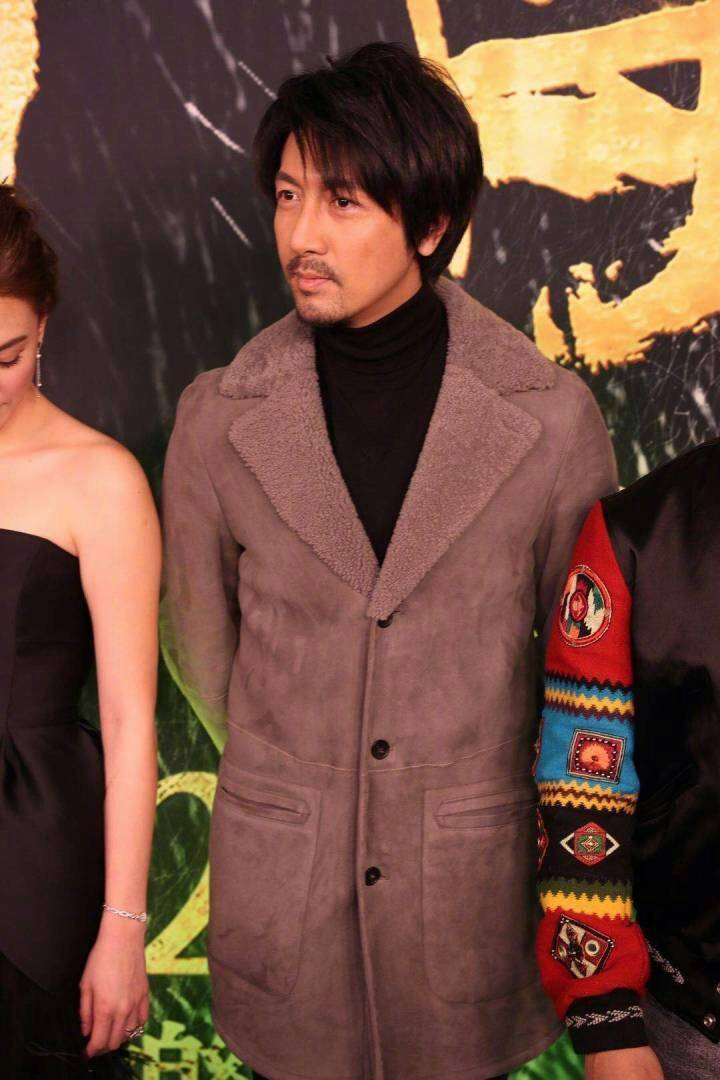
Zhang Luyi

Notez que l'année de promotion indique l'année d'entrée et non l'année d'obtention du diplôme.
Département d'art dramatique
- Promotion 1950 : Jin Yaqin

- Promotion 1954 : Zheng Zhenyao

- Promotion 1959 : Yan Shunkai

- Promotion 1960 : Wen Xingyu

- Promotion 1974 : Chen Baoguo, Guo Lianwen

- Promotion 1979 : Chen Daoming

- Promotion 1980 : Jiang Wen, Lü Liping, Yue Hong

- Promotion 1982 : Ni Dahong

- Promotion 1984 : Zhang Hanyu, Wu Xiubo

- Promotion 1985 : Gong Li, Jia Hongsheng, Wei Zi

- Promotion 1986 : Chen Zhihui

- Promotion 1987 : Hu Jun, Xu Fan

- Promotion 1988 : Guo Tao, Wu Xiubo

- Promotion 1989 : Tao Hong

- Promotion 1990 : Li Yapeng, Chen Jianbin

- Promotion 1991 : Huang Zhizhong.

- Promotion 1993 : Zhu Yuanyuan, Wang Qianyuan

- Promotion 1994 : Tao Hong, Gong Beibi, Duan Yihong.

- Promotion 1995 : Xia Yu

- Promotion 1996 : Zhang Ziyi, Liu Ye, Qin Hailu, Mei Ting, Yuan Quan, Qin Hao.

- Promotion 1997 : Chen Hao, Calvin Li.

- Promotion 1998 : Deng Chao, Zhu Yuchen

- Promotion 1999 : Chen Sicheng, Zhang Luyi

- Promotion 2000 : Zhou Yun, Liu Yun, Gao Lu.

- Promotion 2001 : Zhang Xinyi

- Promotion 2002 : Wen Zhang, Tiffany Tang, Tong Yao, Bai Baihe, Cao Xiwen, Bai Jing, Yang Shuo, Zhang Mo.

- Promotion 2003 : Wang Kai, Hans Zhang

- Promotion 2004 : Tong Liya, Wang Zhi, Hu Sang, Zheng Qingwen.

- Promotion 2005 : Chen Xiao, Mao Xiaotong, Lin Xiawei, Lin Peng, Ying Er, Zhang Jianing.

- Promotion 2006 : Liu Yuxin, Song Yi

- Promotion 2007 : Wei Daxun, Cheng Yi

- Promotion 2008 : Ma Ke, Lan Yingying, Gao Weiguang.

- Promotion 2009 : Ma Ke, Gao Weiguang : Bai Yu

- Promotion 2010 : Yang Yang, Qiao Xin, Liu Xueyi, Qin Junjie, Zhao Yingzi.

- Promotion 2012 : Yang Xuwen, Liang Jie

- Promotion 2013 : Qu Chuxiao, Zhang Ming'en

- Promotion 2014 : Dong Zijian, Chen Xingxu

- Promotion 2015 : Liu Haoran, Dong Sicheng, Liang Sen.

- Promotion 2016 : Zhang Xueying : Zhang Xueying, Zhao Jiamin

- Promotion 2018 : Jackson Yee, Hu Xianxu , Li Landi , Luo Yizhou

- Promotion 2019 : Jiang Yiyi, Li Faner

- Promotion 2020 : Zhao Jinmai

- Promotion 2021 : Wen Qi, Deng Zeming

- Promotion 2022 : Ma Jiaqi, Song Yaxuan,

Département de la réalisationBao Guo'an (promotion 1977), Li Baotian (promotion 1979), Zhang Yang (promotion 1988), Zhang Jingchu (promotion 1997), Lin Yongjian (promotion 1999), Tang Wei (promotion 2000), Papi Jiang (promotion 2005).
Département de théâtre musicalSun Honglei (promotion 1995), Jin Dong (promotion 1999), Zhang Xincheng (promotion 2014)
Département de scénographieZhang Lei (promotion 1995)
Département de littérature dramatiqueZhang Yibai (promotion 1986), Diao Yinan (promotion 1987), Cai Shangjun (promotion 1988), Yilin Zhong (promotion 1993).